# Guvernul Ion I.C. Brătianu (4)
Guvernul Ion I.C. Brătianu (4) a fost un consiliu de miniștri care a guvernat România în perioada 11 decembrie 1916 - 28 ianuarie 1918.

## Componența
- Președintele Consiliului de Miniștri

Ion I.C. Brătianu (11 decembrie 1916 - 28 ianuarie 1918)
- Vicepreședinte al Consiliului de Miniștri

Take Ionescu (10 iulie 1917 - 28 ianuarie 1918)
- Ministrul de interne

Alexandru Constantinescu (11 decembrie 1916 - 28 ianuarie 1918)
- Ministrul de externe

Ion I.C. Brătianu (11 decembrie 1916 - 28 ianuarie 1918)
- Ministrul finanțelor

Victor Antonescu (11 decembrie 1916 - 10 iulie 1917)
Nicolae Titulescu (10 iulie 1917 - 28 ianuarie 1918)
La 10 iulie 1917, Victor Antonescu a fost numit în funcția de ministru plenipotențiar al României la Pariss.
- Ministrul justiției

Mihail G. Cantacuzino (11 decembrie 1916 - 28 ianuarie 1918)
- Ministrul cultelor și instrucțiunii publice

Ion Gh. Duca (11 decembrie 1916 - 28 ianuarie 1918)
- Ministrul de război

Vintilă I.C. Brătianu (11 decembrie 1916 - 10 iulie 1917)
ad-int. Vintilă I.C. Brătianu (10 - 20 iulie 1917)
General Constantin Iancovescu (20 iulie 1917 - 28 ianuarie 1918)
- Ministrul materialelor de război (Minister nou creat)

Vintilă I.C. Brătianu (19 iulie 1917 - 28 ianuarie 1918)
- Ministrul lucrărilor publice

Dimitrie Greceanu (11 decembrie 1916 - 28 ianuarie 1918)
- Ministrul industriei și comerțului

Dr. Constantin Istrati (11 decembrie 1916 - 10 iulie 1917)
Barbu Delavrancea (10 iulie 1917 - 28 ianuarie 1918)
- Ministrul agriculturii și domeniilor

George G. Mârzescu (11 decembrie 1916 - 28 ianuarie 1918)
- Ministru fără portofoliu

Mihail Pherekyde (11 decembrie 1916 - 28 ianuarie 1918)
- Ministru fără portofoliu

Emil Costinescu (11 decembrie 1916 - 28 ianuarie 1918)
- Ministru fără portofoliu

Take Ionescu (11 decembrie 1916 - 10 iulie 1917)
- Ministru fără portofoliu

Vintilă I.C. Brătianu (10 - 19 iulie 1917)

## Sursa
- Stelian Neagoe - "Istoria guvernelor României de la începuturi - 1859 până în zilele noastre - 1995" (Ed. Machiavelli, București, 1995)

| Precedat(ă) de: Guvernul Ion I.C. Brătianu (3) | Guvernul Ion I.C. Brătianu (4) 11 decembrie 1916 - 28 ianuarie 1918 | Succedat(ă) de: Guvernul Alexandru Averescu (1) |

| Portal icon | Portal România în Primul Război Mondial |

| Portal icon | Portal Istorie |